# Giuseppe Mirabelli (sindaco)
Giuseppe Mirabelli (Mandrogne, 6 agosto 1945 – Alessandria, 16 maggio 1999) è stato un politico italiano.

## Biografia
Si è laureato in Scienze Naturali all'Università di Pavia. Iscritto al Partito Socialista Italiano nel 1963. Nel 1979 è eletto segretario provinciale della federazione e nel 1985 venne eletto consigliere comunale. Nominato, nello stesso anno, sindaco di Alessandria con una giunta di sinistra, nel 1990 venne rieletto e ricoprì l'incarico fino alle sue dimissioni il 30 dicembre 1991.